# تيشلا
تيشلا هي جماعة قروية في إقليم أوسرد بجهة الداخلة وادي الذهب، وبلغ عدد سكانها 5743 نسمة حسب الإحصاء العام للسكان والسكنى لسنة 2014. وتبلغ مساحة الجماعة 631 15 كلم مربع، وتتميز بمناخ قاري صحراوي مع وجود أراضي منبسطة تتخللها بعض الهضاب. أما بالنسبة للقطاعات المنتجة فإنها تعتمد على تربية المواشي التي تبقى مردوديتها محدودة.
تقع تيشلا داخل الجدار الرملي، وتبعد عن مدينة الداخلة بحوالي 400 كلم، وهي ترتبط بطريق معبد مع أوسرد.

## تاريخ
أحدثت جماعة تيشلا بموجب المرسوم رقم 2.79.659 بتاريخ 20 غشت 1979 المتعلق بتحديد لائحة الدوائر والقيادات والجماعات الحضرية والقروية للمملكة المغربية وتحديد عدد المستشارين الواجب انتخابهم في كل جماعة.
بلغ مجموع مداخيل جماعة تيشلا سنة 2017 حوالي ستة ملايين درهم صرف منها في إطار نفقات التسيير والتجهيز ما مجموعه ثلاثة ملايين ونصف درهم.